# Tractus iliotibialis

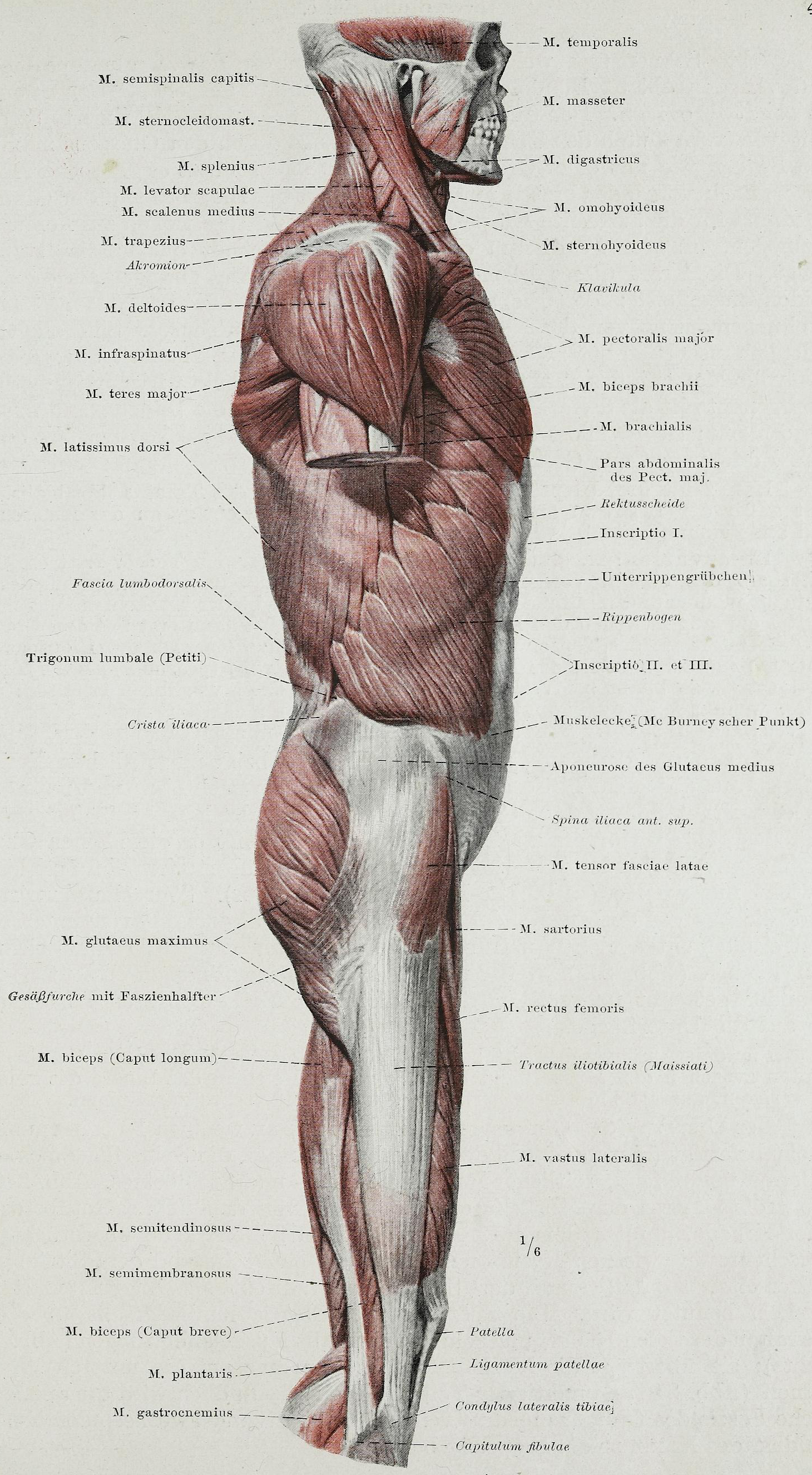
Tractus iliotibialis. Aus: Braus 1921.

Der Tractus iliotibialis ist anatomisch ein mehrere Zentimeter breiter Faserzug der Fascia lata, der derben Bindegewebshülle am Oberschenkel. 
Der Musculus gluteus maximus (proximaler Anteil) und der Musculus tensor fasciae latae strahlen auf der Höhe des großen Rollhügels (Trochanter major) in diesen Faserzug ein. Ansatz des Tractus iliotibialis ist das Tuberculum tractus-iliotibialis (Gerdy'sches Tuberculum) am äußeren Gelenkknorren des Schienbeins (Condylus lateralis tibiae). Hier geht er eine Verbindung mit dem seitlichen Rückhalteband der Kniescheibe (Retinaculum patellae laterale) ein.
Funktionell reduziert der Tractus iliotibialis nach dem Zuggurtungsprinzip die Biegebeanspruchung des Femurs.
Das Läuferknie, das „ilio-tibiale Bandsyndrom“ (ITBS) oder „Tractussyndrom“ ist ein weitverbreitetes Schmerzsyndrom, das durch Überbeanspruchung des Bewegungsapparates vor allem bei Läufern und Radfahrern auftritt.